# Chorošivský rajón
Chorošivský rajón (ukrajinsky Хорошівський район, do roku 2016 Volynskovolodarský rajón, ukrajinsky Володарсько-Волинський район) byl rajón v Žytomyrské oblasti na Ukrajině. Hlavním městem byl Chorošiv a rajón měl přibližně 35 tisíc obyvatel. 

## Sídla v rajónu
- Chorošiv
- Iršansk
- Nova Borova